# Xestia rogneda
Xestia rogneda är en fjärilsart som beskrevs av Otto Staudinger 1870. Xestia rogneda ingår i släktet Xestia och familjen nattflyn. Inga underarter finns listade i Catalogue of Life.